# 赫柏·德·博纳维尼
赫伯·玛丽亚·帕斯托尔·德·博纳菲尼 (Hebe María Pastor de Bonafini，1928年12月4日–2022年11月20日)， 阿根廷社会活动人士，五月广场母亲共同创办人，该组织由阿根廷国内在国家重组进程实行军事独裁期间被强迫失踪人士的母亲组成。

## 职业生涯

### 五月广场母亲(1979–1986)
博纳维尼从1979年开始担任五月广场母亲协会的主席，在阿根廷国内外呼吁捍卫人权，获得国际认可，于1999年获得联合国教科文组织和平教育奖。1980年，博纳维尼以“让他们活着出现”（Aparición con vida）为口号，要求立即对所有强迫失踪事件作出解释，这些被失踪人士亦包括她的儿子。后来限制政策逐渐放松，博纳维尼于1982年12月10日沿五月大道组织了一次抵抗游行，是次游行为该团体首次在五月广场外的游行，也是第一次有大量支持者加入的游行。
1983年，阿根廷恢复文官统治，总统劳尔·阿方辛在起诉肮脏战争的罪犯时过于谨慎，该组织内部对此的反应开始出现分歧。 阿方辛于1985年建立军政府审判，但对九名主要军政府成员的审判决定以及其中五名成员获无罪释放进一步激怒了博纳为尼，认为阿方辛将会出于政治考量而放弃进一步的起诉。五月广场母亲于1986年分裂为两个团体，分别为由博纳菲尼领导的的五月广场母亲协会和五月广场母亲—创始线（Mothers of the Plaza de Mayo—Founding Line），两个团体各自约有2，000名成员。通常认为博纳菲尼所属派系更为激进，她选择为游击队在独裁统治期间采取的方法进行辩护。

### 军事独裁之后
911事件发生后，博纳维尼为恐怖主义者进行辩护，在国际上引发争议，她认为：“我觉得那一刻会令很多人感到高兴，在那一刻，之前很多人的鲜血得到了报复......因为北约的轰炸、封锁和这个世界上数百万死于饥饿的儿童，都是这些人用自己的身体来攻击的人所为。每个人都知道这一点。”博纳维尼还对哥伦比亚革命武装力量—人民军等被指控犯有恐怖主义罪行的组织表示支持。埃塔巴斯克民族解放运动 的领导人沃尔特·文德林应邀担任五月广场母亲大学的客座教师。
记者奥拉西奥·维比茨基对博纳维尼对恐怖袭击的支持提出批评，对此博纳菲尼回应称：“维比茨基是美国的仆人。他领取福特基金会的工资，除了是犹太人之外，他还是一个完完全全的美国人（Americophile）。”梅尔维尼因此被指控奉行反犹太主义，但她予以否认，说自己只是认为维比茨基是一个美国特工。维比茨基后来向发表此次采访的杂志索要了录音带，证实了博纳维尼确实如此说过。2005年，博纳维尼称教皇若望保禄二世“犯下了许多罪，将被打入地狱，进一步引发争议，其后她补充说，此番言论系天主教会教给她的，且自己并未进行添油加醋。
博纳维尼与内斯托尔和克里斯蒂娜·费尔南德斯·德基什内尔政府的关系非常密切。内斯托尔·基什内尔曾在2003年5月25日就职典礼几天后在玫瑰宫接见博纳菲尼，并在任职期间经常与博纳菲尼协商事务。
2006年1月，博纳维尼宣布她的组织将停止其年度抵抗游行，以感谢内斯托尔·基什内尔总统宣布《句号法》和《适当服从法》（阿方辛时代的两项法案，结束了大多数针对肮脏战争的起诉）违宪。基什内尔执政期间，由博纳维尼领导的五月广场母亲协会受益于政府对他们增加的资助，并通过创办报纸《La Voz de las Madres》、广播电台和一所大学（五月广场母亲人民大学）扩大了影响力。
该协会还管理着在联邦政府资助下进行的的住房方案Sueños Compartidos（共同梦想），截至2008年，已有共2，600多个专门收留贫民窟居民的住房单元的建设在该方案的监督下进行，截至2011年，该方案又在六个省和布宜诺斯艾利斯市促成了5，600个住房单元和许多其他设施的建设。2008年至2011年期间，方案预算不断增长，2011年的预算总额约为3亿美元（已花费1.9亿美元），后来首席财务官及其兄弟（亦是该方案的律师）涉嫌侵吞财物，该方案受到审查，并在全国范围内引发争议。1981年，该对兄弟再因谋杀父母而被定罪，被判入狱十五年，此前他们备受博纳维尼的信任，在几乎不受五月广场母亲或该计划的许可人公共工程部长的监督的情况下管理该项目的财务。2011年6月，博纳菲尼意识到他们在处理集团财务方面存在违规行为，结束了与他们的合作。联邦法官诺贝托·马里奥·奥亚尔比德下令进行调查，公共工程部长于8月取消了与Sueños Compartidos签订合同，并将未完成的项目移交给住房和城市发展部副部长负责。
博纳菲尼支持切·格瓦拉、菲德尔·卡斯特罗、[l奥古斯托·塞萨尔·桑地诺|奥古斯托·桑地诺]]、亚西尔·阿拉法特、烏戈·查維茲、埃沃·莫拉莱斯和因参加埃塔而入狱的囚犯的母亲等人物，反对社会民主主义、资本主义、新自由主义、全球化和国际货币基金组织，曾抨击对占领五月广场提出抗议的玻利维亚人士，称他们为“非常糟糕”;并建议以《视听媒体法（Audiovisual Media Law）》中可延迟追责为由诉诸最高法院。

## 个人生活
博纳维尼于1928年12月4日出生于恩森那达，于2022年11月20日在拉普拉塔逝世，享年93岁。